# Naikhongchhari
Naikhongchhari es un subdistrito (upazila) del distrito (zila) de Bandarban, de la región de Chittagong, en Bangladés, con una población estimada en marzo de 2016 de 61 788 habitantes.
Se encuentra ubicado al sureste del país, cerca del río Sangu, del lago Bagakain, del golfo de Bengala y de la frontera con Birmania e India.